# Joseph Cheng Tien-Siang
Joseph Cheng Tien-Siang (chinesisch 鄭天祥, Pinyin Zhèng Tiānxiáng; * 28. Juni 1922 in Fuzhou, Republik China; † 19. August 1990 in Kaohsiung, Taiwan) war ein chinesischer Geistlicher der römisch-katholischen Kirche, Dominikaner, Bischof von Kaohsiung und Erzbischof ad personam.

## Leben
Joseph Cheng Tien-Siang empfing am 28. August 1952 das Sakrament der Priesterweihe. Von 1958 bis 1961 war er der erste Schuldirektor der neugegründeten St. Dominic Catholic High School in Kaohsiung. Im Jahr 1961 ernannte ihn Papst Johannes XXIII. zum ersten Bischof des neugegründeten Bistums Kaohsiung. Am 21. Mai 1961 weihte Papst Johannes XXIII. ihn in Rom zum Bischof. Am 30. Oktober 1979 wurde Cheng von Papst Johannes Paul II. der persönliche Titel eines Erzbischofs verliehen.